# Trippelwerk

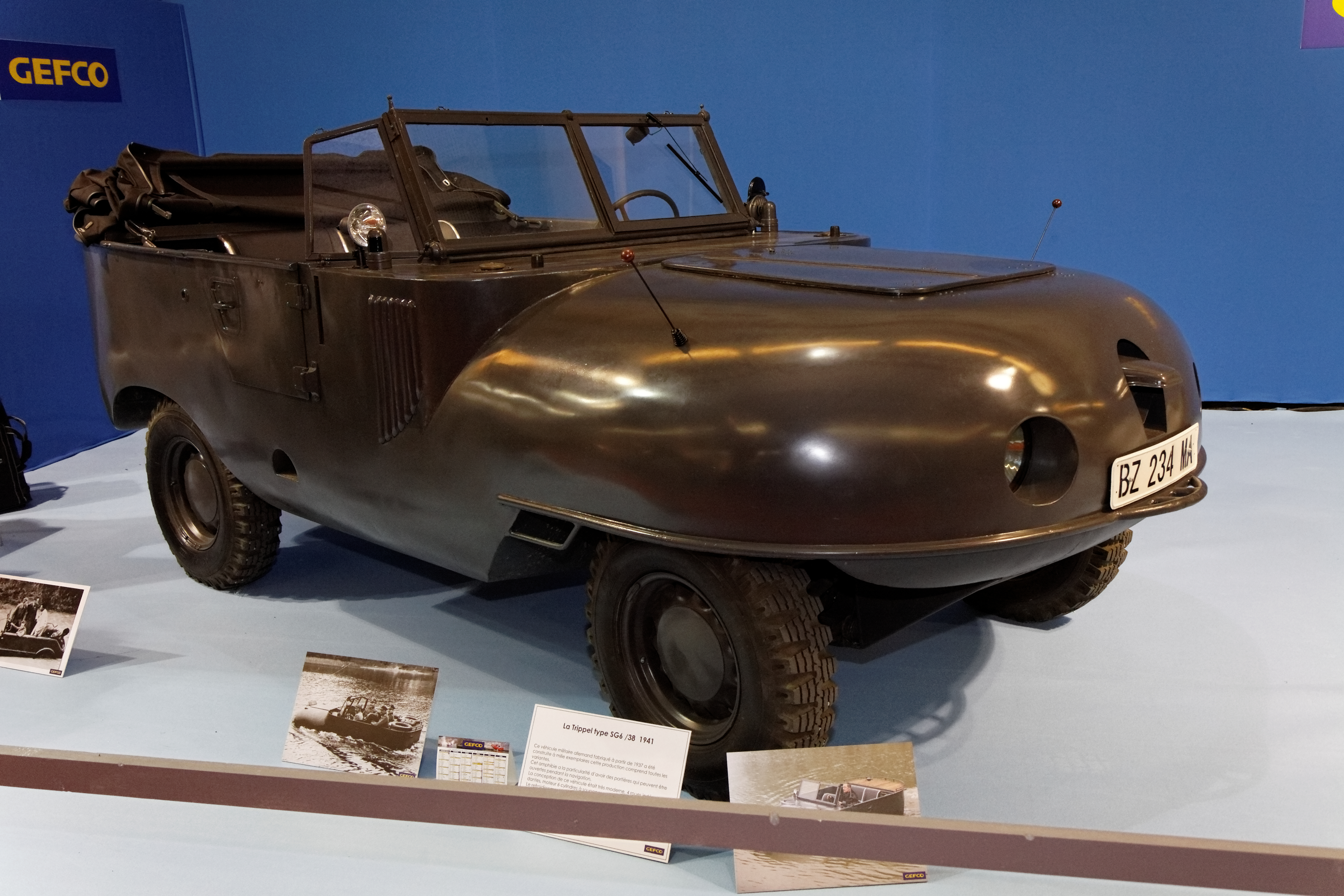
Trippel SG 6

Das Trippelwerk war ein deutscher Hersteller von Automobilen.

## Unternehmensgeschichte
Hans Trippel experimentierte seit 1932 mit Schwimmwagen. 1934 gründete er das Trippelwerk in Homburg und begann mit der Produktion von Automobilen. Der Markenname lautete Trippel. Zwischen 1940 und 1944 betrieb er außerdem die Trippelwerke GmbH in den Bugatti-Werken in Molsheim im Elsass. 1944 endete die Produktion. Trippel gründete 1949 die Protek Gesellschaft für Industrieentwicklungen und fertigte erneut Automobile.

## Fahrzeuge
Das Unternehmen stellte Schwimmwagen her. Erstes Modell war der Trippel SG 6. Für den Antrieb sorgte der Sechszylindermotor vom Opel Kapitän mit 2473 cm³ Hubraum. Hiervon entstanden etwa 1000 Fahrzeuge. Daneben gab es den SG 7. Ein V8-Motor von Tatra trieb die Fahrzeuge an. Es entstanden nur wenige Exemplare.